# هاوربرگ
هاوربرگ (به سوئدی: Hoverberget) یک کوه و ذخیره‌گاه طبیعی در سوئد است که در بخش بری واقع شده‌است. هاوربرگ ۵۴۸ متر بالاتر از سطح دریا واقع شده‌است.